# Gianantonio Zanetel
Gianantonio Zanetel (ur. 9 lutego 1969) – włoski biegacz narciarski, dwukrotny zwycięzca FIS Marathon Cup.

## Kariera
W Pucharze Świata Gianantonio Zanetel zadebiutował 11 grudnia 1993 roku w Santa Caterina, zajmując 96. miejsce na dystansie 30 km techniką klasyczną. Pierwsze pucharowe punkty zdobył ponad cztery lata później - 11 marca 1998 roku w Falun, gdzie był zajął 23. pozycję w biegu na 10 km stylem dowolnym. W klasyfikacji generalnej najlepiej wypadł w sezonie 2003/2004, który ukończył na 70. miejscu. Startował także w zawodach cyklu FIS Marathon Cup łącznie dziewięciokrotnie stając na podium i odnosząc sześć zwycięstw. W latach 2001, 2003 i 2004 wygrywał amerykański maraton American Birkebeiner, w 2003 roku kanadyjski Gatineau Loppet, a w 2004 roku norweski Birkebeinerrennet i włoski La Sgambeda. W sezonach 2000/2001 i 2003/2004 był najlepszy w klasyfikacji generalnej, a w sezonach 2001/2002, 2002/2003 i 2004/2005 zajmował trzecie miejsce. Nigdy nie wziął udziału w igrzyskach olimpijskich ani mistrzostwach świata. W 2006 roku zakończył karierę.

## Osiągnięcia

### Puchar Świata

#### Miejsca w klasyfikacji generalnej
- sezon 1997/1998: 81.
- sezon 1998/1999: 72.
- sezon 2000/2001: 103.
- sezon 2001/2002: 98.
- sezon 2003/2004: 70.

#### Miejsca na podium
Zanetel nigdy nie stał na podium indywidualnych zawodów Pucharu Świata.

### FIS Marathon Cup

#### Miejsca w klasyfikacji generalnej
- sezon 2000/2001: 1.
- sezon 2001/2002: 3.
- sezon 2002/2003: 3.
- sezon 2003/2004: 1.
- sezon 2004/2005: 3.

#### Miejsca na podium
| Nr | Dzień       | Rok  | Zawody               | Dystans                 | Czas biegu  | Strata | Pozycja | Zwycięzca            |
| -- | ----------- | ---- | -------------------- | ----------------------- | ----------- | ------ | ------- | -------------------- |
| 1. | 24 lutego   | 2001 | American Birkebeiner | 52 km stylem dowolnym   | 2:32:53.5 h | -      | 1.      | -                    |
| 2. | 16 lutego   | 2003 | Gatineau Loppet      | 50 km stylem dowolnym   | 1:52:51.8 h | -      | 1.      | -                    |
| 3. | 22 lutego   | 2003 | American Birkebeiner | 52 km stylem dowolnym   | 2:10:57.6 h | -      | 1.      | -                    |
| 4. | 21 lutego   | 2004 | American Birkebeiner | 52 km stylem dowolnym   | 2:11:09.8 h | -      | 1.      | -                    |
| 5. | 14 marca    | 2004 | Engadin Skimarathon  | 42 km stylem dowolnym   | 1:32:40.2 h | +4.1 s | 2.      | Christophe Perrillat |
| 6. | 20 marca    | 2004 | Birkebeinerrennet    | 54 km stylem klasycznym | 2:48:55.0 h | -      | 1.      | -                    |
| 7. | 12 grudnia  | 2004 | La Sgambeda          | 42 km stylem dowolnym   | 1:37:26.1 h | -      | 1.      | -                    |
| 8. | 13 stycznia | 2005 | Marcialonga          | 70 km stylem klasycznym | 3:00:37.0 h | +8.0 s | 2.      | Stanislav Řezáč      |
| 9. | 6 lutego    | 2005 | König-Ludwig-Lauf    | 55 km stylem klasycznym | 2:18:01.2 h | +7.7 s | 3.      | Stanislav Řezáč      |